# Römisches Theater (Catania)

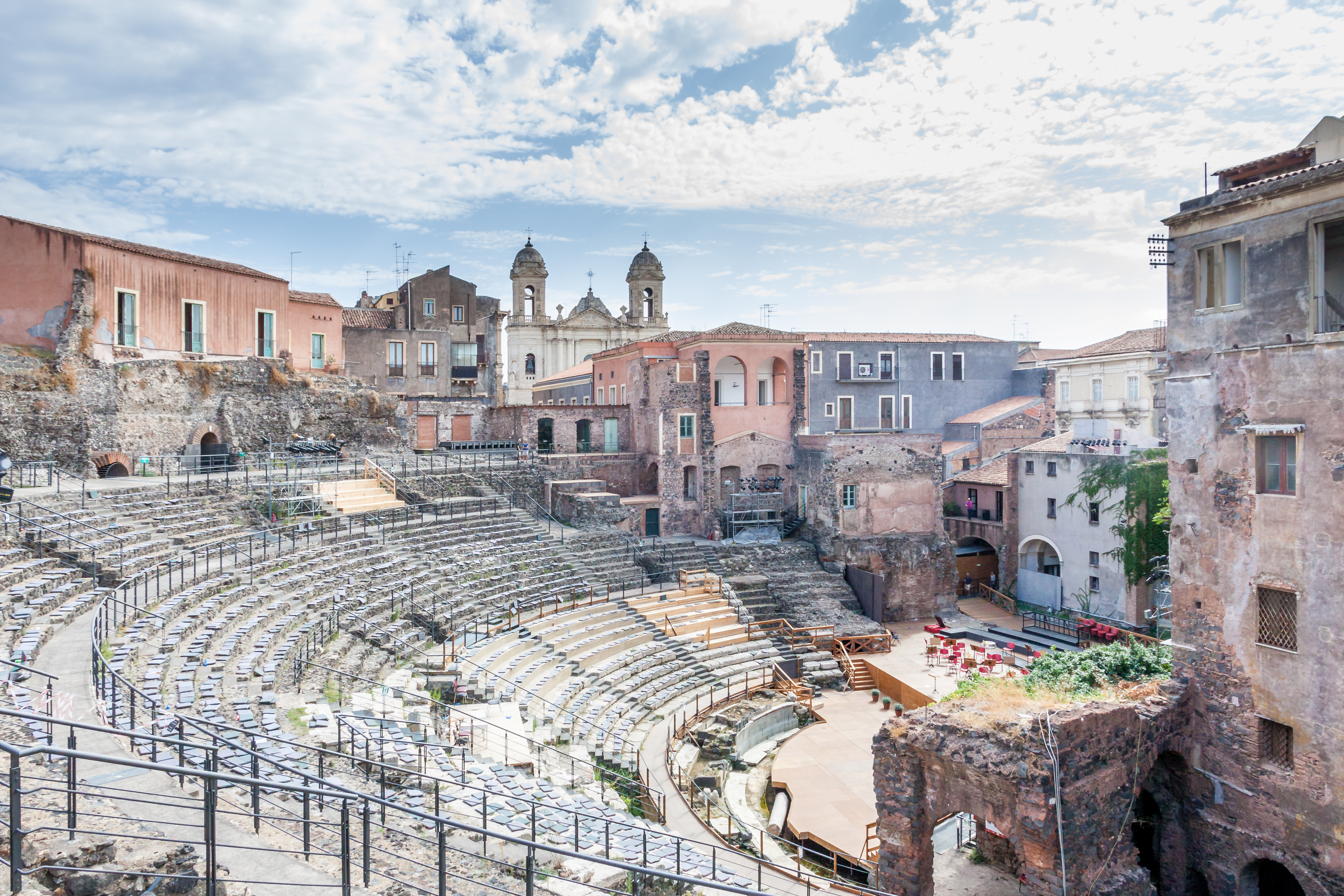
Das Römische Theater von Catania

Das Römische Theater in der sizilianischen Stadt Catania liegt am Hang des Hügels, auf dem sich einst die Akropolis der griechischen Stadt Katane befand. Es wurde im 1. und 2. Jahrhundert unter römischer Herrschaft auf den älteren Strukturen eines griechischen Theaters aus schwarzem Lavagestein neu aufgebaut.
Der Zuschauerraum des Theaters verfügt über 23 Reihen, zwei Rundgänge und hat einen Durchmesser von 100 Metern. Insgesamt bot das Theater etwa 7000 Besuchern Platz. Der Wandelgang (Ambulacrum) geht wohl auf eine spätere Umbauphase zurück, als das Theater mit einer oberen Portikus umgeben wurde.
Westlich des Theaters liegt das halbrunde Odeon aus dem dritten Jahrhundert. Es wurde für Musik- und Tanzaufführungen genutzt und bot etwa 1300 Besuchern Platz.
Das Theater ist teilweise überbaut und deshalb nicht gänzlich ausgegraben. Von außen ist es gar nicht einsehbar, da es vollständig von Wohngebäuden umgeben ist. Der Eingang zum Museum und dem Theater befindet sich an der Via Emanuele 266.